# Garniga Terme
Garniga Terme település Olaszországban, Trento megyében. Lakosainak száma 384 fő (2023. január 1.). Garniga Terme Cimone, Trento és Aldeno községekkel határos.

## Népesség
A település népességének változása:
| Lakosok száma | 392  | 375  | 384  |
|               | 2017 | 2018 | 2023 |